# نادي الهلال السعودي موسم 1968–69
موسم نادي الهلال السعودي لكرة القدم 1968-69 يعتبر الموسم الحادي عشر في مسيرة نادي الهلال منذ تأسيسه 1957 علي يد الشيخ عبد الرحمن بن سعيد في الرياض، حقق الهلال بطولة المنطقة الوسطى في كأس الملك وآخرها أمام النصر يوم الجمعة 6 ذو القعدة 1388 هجرية وانتهت المباراة بنتيجة 2 - 0 لصالح الهلال
حقق الهلال بطولة المنطقة الغربية في كأس الملك من أمام بطلها النادي الأهلي من جدة يوم الجمعة 13 ذو القعدة 1388 هجرية 1 - 1 وبضربات الركنية حيث كانت الضربات الركنية تحسب فوزاً، ليتأهل لمقابل نادي الاتفاق على نهائي بقيادة الحكم الدولي غازي كيال، وساعد الحكم في ذلك اللقاء الدولي عبد الله كعكي وصالح غلام وكان الثلاثي أول طاقم حكام سعودي يقود مباراة نهائية في تاريخ كأس الملك، انتهى اللقاء بخسارة نادي الهلال بأربعة أهداف ويحل في المركز الثاني في بطولة كأس الملك، ويتوج قائد الاتفاق عبدالله يحيى الدوسري الملقب (النمنم) بأول كأس من جلالة الملك فيصل بن عبدالعزيز آل سعود

## المباراة النهائية
أقيم النهائي على ملعب الصائغ بين فريقي الاتفاق بطل المنطقة الشرقية والهلال بطل المنطقة الوسطى والغربية بعد تغلبه على أهلي جدة بفارق الركلات الركنية.
أدار المباراة الحكم غازي كيال  وساعده عبد الرحمن الدهام وصالح غلام.
| نهائي 08 فبراير 1969 | الهلال         | 2–4       | الاتفاق                  | الرياض                               |
| 15:30 (ت ع م+03:00)  | العتيبي · بشير | [ Report] | المخيزيم · سعود · الفصمة | الملعب: ملعب الصائغ الحكم: غازي كيال |